# Embraer ERJ 135
Dimensions
L'avion de transport régional Embraer ERJ 135 est un biréacteur produit par la société brésilienne Embraer. Il entra en service en août 1999. C'est une version raccourcie de l'Embraer ERJ-145.

## Histoire
Le programme ERJ-135 a été officiellement lancé le 16 septembre 1997. Le premier prototype de l'ERJ-135, en fait une cellule d'un ERJ-145 dont la longueur du fuselage avait été raccourcie de 3,60 m, sortit d'usine le 12 mai 1998, et effectua son premier vol le 4 juillet 1998 avec deux semaines d'avance sur le planning. En seulement deux vols d'une durée totale de 5 heures, l'équipage d'essai, composé de Luiz Alberto Madureira da Silva et Clodoaldo Gualda Moreno, avait complètement exploré l'enveloppe de vol. Un second prototype fut construit, il effectua son premier vol en octobre 1998.
L'ERJ-135 fut certifié en mai 1999 et la première livraison eut lieu en juillet de la même année à la compagnie Flandre Air. La cadence de production à ce moment-là était alors de trois avions par mois. Ils étaient assemblés dans l'usine de São José dos Campos au Brésil. À l'époque, Embraer estimait que le marché pour ce type d'avion était de 500 appareils pour un prix USD 13,5 millions. Mais en août 2003, les commandes s'établissaient à 121 appareils.

## Description
L'ERJ-135 est un biréacteur de transport régional à ailes en flèche et empennage en T. Ses propulseurs sont placés à l'arrière du fuselage, tout comme sur l'ERJ-145 dont il partage 95 % des pièces. Le fuselage est de type semi-monocoque et la structure de l'avion fait grandement appel aux matériaux composites, celle-ci est conçue pour un cycle de 60 000 vols. Cet appareil nécessite 1 770 m pour décoller et 1 360 m à l'atterrissage.
Les commandes de vol sont de type classique assistées par servo-commandes hydrauliques pour les ailerons et la dérive et par asservissement mécanique pour la gouverne de profondeur. Il est en outre équipé d'aérofreins et des volets à double fente. Son train d'atterrissage est produit par EDE/Liebherr, tandis que les freins et les roues sont développés par Goodrich.
L'avionique du cockpit est basé sur l'Honeywell Primus 1000, doté de cinq écrans à tube cathodique gérés par un calculateur double. Ceux-ci se décomposent comme suit : 2 écrans principaux d'affichage des données du vol (un pour chaque pilote), deux écrans multifonctions et un écran affichant les données des moteurs et les alertes. L'avionique comprend aussi un équipement de radio-navigation Honeywell Primus II, un radar anti-collision, un avertisseur de proximité de sol et un radar météorologique Primus 1000.
Au niveau de l'aménagement de la cabine, celle-ci peut accueillir 37 passagers sur trois sièges de front (2+1) en une seule classe. L'accès se fait par la porte avant dotée d'un escalier intégré. Deux sorties de secours sont prévues de chaque côté du fuselage au niveau des ailes. La cabine fait 2,10 m de large et 1,82 m de haut. L'ERJ-135 peut emporter un volume de bagages de 9,20 m3 ou 1 000 kg.

## Variantes
L'ERJ-135 possède aussi une version biréacteur d'affaires nommée Legacy 600 qui existe en version Executive et en version Corporate Shuttle, pouvant emporter 16 passagers en configuration Salon ou 37 en configuration Shuttle.

## Sources
- « Embraer ERJ 135 », Aviation Design Magazine, no 33,‎ février 2004, p. 41-44 (ISSN 0997-3753)

### Développement lié
- Embraer EMB-120
- Embraer ERJ-145

### Aéronefs comparables
- CRJ-700
- Fokker F28
- BAe 146

### Ordre de désignation
ERJ-135 - ERJ-140 - ERJ-145